# Jerome Cross
Jerome Cross (* 24. Februar 1996 in Burnaby) ist ein kanadischer Volleyballspieler.

## Karriere
Cross begann seine Karriere an der Moscrop Jr. Secondary High School. Danach studierte er am Camosun College und spielte in der College-Mannschaft. 2019 wurde der Diagonalangreifer vom deutsch-österreichischen Bundesligisten Hypo Tirol Alpenvolleys Haching verpflichtet.